# 네옵세우스티스과
옛나방과(Neopseustidae)는 나비목에 속하는 나방과의 하나이다. 낮과 밤에 활동하는 "원시적인 형태의 종나방(bell moth)"이다. 옛나방하목(Neopseustina), 옛나방상과(Neopseustoidea)의 유일한 과이다. 4개 속으로 이루어져 있다. 이 원시 나방은 남아메리카와 동남아시아에서 제한적으로 발견되며, 상세한 생태는 잘 알려져 있지 않다(Davis 1975; Davis and Nielsen 1980, 1984; Kristensen, 1999).
네마토켄트롭푸스속(Nematocentropus)은 가장 원시적인 속으로 미얀마 아삼 주와 중국 쓰촨성에서 발견되며, 네옵세우스티스속 (Neopseustis)의 3종은 아삼 주부터 타이완까지 분포한다. 그리고 시넴포라 안데사이(Synempora andesae)와 아폽플라니아속 (Apoplania) 3종은 남아메리카 남부 지역에서 발견된다(Kristensen, 1999: 53-54). 더듬이의 형태는 자세히 연구된 바 있다(Faucheux 2005ab; Faucheux et al., 2006).

## 하위 종
- 옛나방하목 (Neopseustina)
  - 옛나방상과 (Neopseustoidea)
    - 옛나방과 (Neopseustidae)
      - 아폽플라니아속 (Apoplania) Davis, 1975
      - 네마토켄트롭푸스속 (Nematocentropus) Hwang, 1965
      - 네옵세우스티스속 (Neopseustis) Meyrick, 1909
      - 시넴포라속 (Synempora) Davis and Nielsen, 1980